# Бершадський спиртовий завод
Бершадський спиртовий завод — підприємство харчової промисловості у місті Бершадь Бершадського району Вінницької області України.

## Історія
Винокурний завод у містечку Бершадь Ольгопільського повіту Подільської губернії Російської імперії був побудований в 1851 році. Спочатку це було невелике підприємство, чисельність працівників якого становила 14 осіб.
Після початку першої світової війни становище заводу ускладнилося у зв'язку з введенням 21 серпня 1914 року заборони на продаж спиртного і обмеженням виробництва спирту.

### 1918-1991 роки
У січні 1918 року в Бершаді було проголошено Радянську владу, однак практично відразу ж містечко було окуповане австро-німецькими військами (які залишалися тут до листопада 1918 року). Надалі місто опинилося в зоні бойових дій і влада тут кілька разів змінювалася.
Після закінчення війни «Бершадський спиртовий завод» був відновлений, розширений і відновив роботу. У ході індустріалізації 1930-х років завод був оснащений новим обладнанням, що збільшило його виробничі потужності в чотири рази в порівнянні з рівнем 1925.
У ході Німецько-радянської війни 29 липня 1941 Бершадь окупували німецько-румунські війська. З наближенням до населеного пункту лінії фронту окупанти пограбували та серйозно пошкодили спиртзавод. 14 березня 1944 року радянські війська звільнили Бершадь.
Відповідно до четвертого п'ятирічного плану відновлення та розвитку народного господарства СРСР спиртзавод було відновлено, пізніше на підприємстві було відкрито фельдшерський пункт.
Надалі, на спиртзаводі були проведені великомасштабні роботи з реконструкції, після завершення яких підприємство крім виробництва етилового спирту освоїло випуск Кормові дріжджі кормових дріжджів і Пиво пива. У зв'язку з розширенням асортименту продукції завод отримав нову назву — «Бершадський спиртовий комбінат».
Робітники заводу брали активну участь у реконструкції підприємства, внесли низку раціоналізаторських пропозицій (зокрема, про механізацію виробничих процесів у бродильному та котельному цехах). У 1966 році за виробничі досягнення спирткомбінату було надано почесне звання підприємства високої культури виробництва, цього ж року він завоював перше місце у всесоюзному змаганні підприємств спиртової промисловості СРСР.
Крім того, колектив підприємства брав активну участь у суспільному та культурному житті міста (хор і танцювальний колектив Бершадського спирткомбінату неодноразово брали участь у конкурсах колективів художньої самодіяльності республіканського рівня).
Загалом, за радянських часів спиртовий комбінат входив до числа провідних підприємств райцентру.

### Після 1991 року
Після проголошення незалежності України комбінат перейшов у відання Державного комітету харчової промисловості України і був перейменований на Бершадський спиртовий завод.
У березні 1995 року Верховна Рада України внесла завод до переліку підприємств, приватизація яких заборонена у зв'язку з їх загальнодержавним значенням.
Після створення в червні 1996 року державного спиртової та лікеро-горілчаної промисловості «Укрспирт», завод був переданий у відання концерну «Укрспирт».
У липні 2010 року державний концерн «Укрспирт» було перетворено на державне підприємство «Укрспирт», завод залишився у віданні ДП «Укрспирт».
У 2020 році було ухвалено рішення про приватизацію підприємств спиртової промисловості, 15 жовтня 2020 року Фонд державного майна України оголосив про початок аукціону. 29 жовтня 2020 року завод був проданий одеській компанії ТОВ «Аква Солар Інвест» за 19,806 млн гривень.